# Limpeza étnica dos georgianos na Abecásia

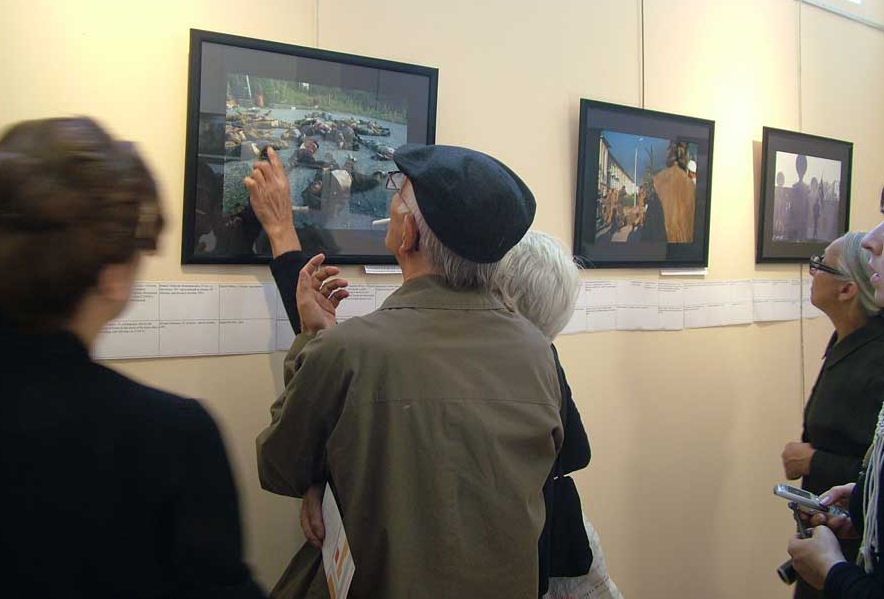
O 12º aniversário da limpeza étnica na Abecásia, que foi realizado em Tiblíssi em 2005. Um dos visitantes reconheceu seu filho morto na fotografia.

A limpeza étnica dos georgianos na Abecásia, também conhecida como o massacre de georgianos na Abecásia e genocídio dos georgianos na Abecásia (em georgiano: ქართველთა გენოციდი აფხაზეთში) refere-se à limpeza étnica, massacres e expulsão em massa de milhares de étnicos georgianos que vivem na Abecásia durante o conflito Geórgia-Abecásia de 1992-1993 e em 1998, nas mãos de separatistas abecásios e seus aliados (possivelmente, incluindo voluntários da Rússia. Armênios, gregos, russos e abecásios moderados também foram mortos. Cerca de 200.000 a 250.000 civis da Geórgia tornaram-se deslocados internos. A limpeza étnica e os massacres de georgianos foi reconhecido oficialmente pela convenções de 1994, 1996 e 1997 da Organização para a Segurança e Cooperação na Europa (OSCE), durante as cimeiras de Budapeste, Lisboa e Istambul, condenando os autores de crimes de guerra cometidos durante o conflito. Em 15 de maio de 2008, a Assembleia Geral das Nações Unidas adotou (por 14 votos a 11, com 105 abstenções) a resolução 62/249 em que enfatiza a importância de preservar os direitos de propriedade dos refugiados e pessoas internamente deslocadas da Abecásia, na Geórgia, incluindo as vítimas da alegada limpeza étnica, e exorta todos os Estados membros a dissuadir as pessoas sob a sua jurisdição de obter a propriedade no território da Abecásia, na Geórgia, em violação dos direitos dos repatriados. O Conselho de Segurança das Nações Unidas aprovou uma série de resoluções em que apelou a um cessar-fogo.

## Antecedentes
Antes da Guerra na Abecásia de 1992-1993, georgianos eram cerca de metade da população da Abecásia, enquanto que menos de um quinto da população era etnicamente abecásia. Em contraste, em 1926, as duas populações eram quase equilibradas em cerca de um terço cada uma, com os russos, armênios e gregos constituindo o restante. A imigração em grande escala de georgianos, russos e armênios permitiu um grande crescimento em suas respectivas populações. Enquanto a população de abecásios ainda não tinha duplicado em 1989, a população de georgianos tinha quase quadruplicado, de 67 494 habitantes para 239 872 habitantes, com a população de armênios triplicando e a população de russos quase sextuplicando.

### Conflito militar na Abecásia
Em 1992, a situação política na Abecásia mudou para um confronto militar entre o governo da Geórgia e os separatistas da Abecásia. Os combatentes escalaram forças, advindas do Ministério do Interior da Geórgia e do Ministério da Defesa, juntamente com as unidades de polícia, que tomaram Sucumi e chegaram perto da cidade de Gudauta. As políticas iniciadas pelos georgianos em Sucumi criaram um um núcleo de combatentes determinados a recuperar as casas perdidas pelos etnicamente georgianos. No entanto, como a guerra avançava, os separatistas da Abecásia passaram a realizar políticas de deslocamento violento de georgianos étnicos de suas casas, em proporções cada vez maiores, que deixaram 250.000 pessoas sendo vigorosamente expulsas de suas casas. De acordo com o analista político Georgy Mirsky, a base militar russa em Gudauta fornecia armas e munições à Abecásia. Esta coligação militar antigeorgiana, formada por abecásios e russos, era composta de pessoas do Norte do Cáucaso, da divisão chechena de Shamil Basaev, cossacos, militantes da Transnístria e várias unidades especiais russas. Governos ocidentais tomaram algumas iniciativas diplomáticas nas Nações Unidas e fez-se um apelo a Moscou para deter uma participação ativa das suas forças militares no conflito. O Conselho de Segurança das Nações Unidas aprovou várias resoluções em que se apelava por um cessar-fogo e condenava a política de limpeza étnica na Abecásia.
Confrontados com centenas de milhares de georgianos étnicos que estavam dispostos a abandonar as suas casas, a Abecásia implementou o processo de limpeza étnica, a fim de expulsar e eliminar a população de etnia georgiana na Abecásia.
O número exato de mortos durante a limpeza étnica é contestado, no entanto, varia de 8.000 a 10.000 pessoas, não incluindo os civis que foram mortos em 1998 durante o ataque separatista na região de Gali. Cerca de 200.000 a 250.000 georgianos foram expulsos de suas casas. A campanha de limpeza étnica também incluiu russos, arménios, gregos, abecásios moderados e outros grupos étnicos menores que viviam na Abecásia. Mais de 20.000 casas de propriedade de georgianos foram destruídas. Centenas de escolas, creches, igrejas, hospitais, monumentos históricos foram saqueados e destruídos.
Após o fim da guerra, o governo da Geórgia, a Organização das Nações Unidas, a Organização para a Segurança e Cooperação na Europa (OSCE) e os refugiados começaram a investigar e reunir fatos sobre as alegações de genocídio, limpeza étnica e deportação, que foi conduzida pelos separatistas da Abecásia durante o conflito. Em 1994 e novamente em 1996, a OSCE durante a cimeira de Budapeste e Lisboa, deu o seu reconhecimento oficial da limpeza étnica dos georgianos da Abecásia e condenou os autores de crimes de guerra cometidos durante o conflito. Em março de 2006, o Tribunal Penal Internacional anunciou que havia revisto todos os documentos apresentados pelo lado georgiano. Depois de uma investigação em grande escala, o Tribunal concluiu que iria processar e começar audiências contra a campanha de limpeza étnica, crimes de guerra e terror infligido em georgianos na Abecásia.